# شون ميرفي (مهندس الصوت)
شون ميرفي (بالإنجليزية: Shawn Murphy)‏ هو مهندس الصوت أمريكي، ولد في 16 مايو 1948 في لوس أنجلوس في الولايات المتحدة.

## وصلات خارجية
- شون ميرفي على موقع IMDb (الإنجليزية)
- شون ميرفي على موقع ميوزك برينز (الإنجليزية)
- شون ميرفي على موقع ديسكوغز (الإنجليزية)
- شون ميرفي على موقع قاعدة بيانات الفيلم (الإنجليزية)